# Зорин, Сергей Петрович (Герой Советского Союза)
Сергей Петрович Зорин (1922—1943) — сержант Рабоче-крестьянской Красной Армии, участник Великой Отечественной войны, Герой Советского Союза (1943).

## Биография
Родился в октябре 1922 года в селе Самодуровка. В 1936 году окончил школу-семилетку, после чего работал пастухом и плотником.
В октябре 1941 года был призван на службу в Рабоче-крестьянскую Красную Армию. Прошёл обучение на телефониста. С августа 1942 года — на фронтах Великой Отечественной войны. Принимал участие в боях на Юго-Западном, Сталинградском, Воронежском, Степном фронтах. Участвовал в Сталинградской битве. К июлю 1943 года гвардии сержант Сергей Зорин командовал телефонным отделением 214-го гвардейского стрелкового полка 73-й гвардейской стрелковой дивизии 7-й гвардейской армии Степного фронта. Отличился во время оборонительного этапа Курской битвы.
6 июля 1943 года у села Крутой Лог Белгородского района Белгородской области, когда 70 немецких танков атаковали позиции батальона, рискуя жизнью, неоднократно пробирался между ведущими огонь танками противника и двенадцать раз восстанавливал связь. Когда связь была полностью утрачена, по приказу командира батальона четыре раза доставлял донесения в штаб полка и успешно возвращался обратно. Во время одной из таких вылазок он гранатой подбил один из танков.
24 августа 1943 года погиб в бою на территории Харьковской области. Первоначально был похоронен на окраине села Александровка в 3 километрах к юго-востоку от Мерефы, после войны перезахоронен в братской могиле в селе Яковлевка Харьковской области.
Указом Президиума Верховного Совета СССР от 1 ноября 1943 года за «образцовое выполнение заданий командования на фронте борьбы с немецкими захватчиками и проявленные при этом отвагу и геройство» гвардии сержант Сергей Зорин посмертно был удостоен звания Героя Советского Союза. Также был награждён орденом Ленина и двумя медалями «За боевые заслуги».
В честь Зорина в 1966 году его родное село было переименовано в Зорино. Также в его честь названа улица в Яковлевке. В 2021 г. в честь героя названа улица в г. Уфа.